# 9434 Bokusen
9434 Bokusen eller 1997 CJ20 är en asteroid i huvudbältet som upptäcktes den 12 februari 1997 av den japanska astronomen Takao Kobayashi vid Ōizumi-observatoriet. Den är uppkallad efter japanen Numajiri Bokusen.